# Патрік Зюскінд
Патрік Зюскінд (нім. Patrick Suskind; 26 березня 1949, Амбах, Баварія, ФРН) — німецький письменник і кіносценарист.

## Біографія
Виріс у невеликому баварському містечку Гольцгаузен. Кар'єра його розпочалася з роботи журналіста, одночасно він вивчав середньовічну та новітню історію в Мюнхенському університеті. Пізніше вчився в Екс-ан-Провансі (Франція), щоб покращити свої знання французької. Надалі вивчав англійську, іспанську, латинську, грецьку, також політологію, мистецтво та теологію. 
Його батько Вільгельм Емануель Зюскінд — письменник, перекладач, журналіст, мати – вчителька фізкультури, старший брат Мартін Е. Зюскінд працює також журналістом. Зюскінд мав не тільки природний нахил до літературної творчості, але й генетичну схильність: його батько був знайомий з родиною Томаса Манна, писав літературні тексти й працював у різних газетах, останньою була «Sueddeutsche Zeitung». Крім того, батько Патріка Зюскінда вів добропорядний спосіб життя і був відомий своєю гостинністю та своїми «чайними вечорами», на яких малий Патрік, розважаючи гостей, мав демонструвати своє вміння грати на піаніно.
Взагалі, музична освіта відіграла, очевидно, неабияку роль у розвитку хлопчика, але залишила й травмуючі спогади. Не лише твір-монолог «Контрабас», а й автобіографічна «Історія пана Зоммера» є прикладом подібного щемкого досвіду в його житті. Якщо П. Зюскінд у своїх творах знову й знову повертається до теми мистецтва, становлення генія і його катастрофи, то виникає припущення, що так само як його ранній досвід невдач у мистецтві, так і протест проти батька знайшли своє відбиття в його книгах. Коли Зюскінд в «Історії пана Зоммера» через свого головного героя вимовляє знамените «Та дайте ж ви мені, нарешті, спокій!», стає ясно, що це говориться так само палко й самим автором. Зюскінд охарактеризував своє письменство як відмову від «нещадного примусу до глибини», чого вимагала літературна критика.
Зюскінд майже не дає інтерв'ю, не виступає на публіці і відхилив декілька нагород, які йому були присуджені за досягнення в області літератури. Він навіть не з'явився на світову презентацію екранізації його роману «Запахи» 7 вересня 2006 в Мюнхені. До того ж, майже немає зображень із Зюскіндом (офіційно в цілому світі є тільки три фотографії Зюскінда).
Патрік Зюскінд проживає зі своєю супутницею життя Тетяною Граф і спільним сином Якобом переважно в Мюнхені.

## Творчість
Успіх прийшов після виходу його першого твору «Контрабас». Найвідоміший твір Зюскінда «Парфуми» (1985) перекладено 46 мовами, в тому числі і на латину, і продано близько 15 мільйонів екземплярів.
Часто Зюскінд описує (анти)героїв, які шукають своє місце в цьому світі та в стосунках з іншими людьми. Оскільки Зюскінд сповідує відлюдницький спосіб життя, можна припустити, що він прагне виразити свої власні почуття, наочний приклад цьому твір «Історія пана Зоммера».

## Твори
- Контрабас (Der Kontrabass), 1980
- Парфуми (Das Parfum — нім. Дух, Запах, Аромат), 1985 (переклад українською Зюскінд П. Запахи: Роман // Всесвіт. — 1993. — № 11—12)
- Голубка (Die Taube), 1987
- Історія пана Зоммера (Die Geschichte von Herrn Sommer), 1991
- Три історії та одне спостереження (Drei Geschichten und eine Betrachtung), 1995
- Про любов та смерть (Über Liebe und Tod), 2006

## Кіносценарії
- Звичайне божевілля (Der ganz normale Wahnsinn), 1980, спільно з Гельмутом Дітлем
- Монако Франце (Monaco Franze), 1982, спільно з Гельмутом Дітлем
- Кір Рояль (Kir Royal), 1986, спільно з Гельмутом Дітлем
- Россіні або Вбивче питання, хто з ким спав (Rossini oder die mörderische Frage, wer mit wem schlief), 1997, спільно з Гельмутом Дітлем
- Шукати та знайти любов (Vom Suchen und Finden der Liebe), 2005, спільно з Гельмутом Дітлем

## Екранізація творів у кіно
- Парфумер — IMDb: «Perfume: The Story of a Murderer», 2006

## Переклади і видання українською
Оповідання
- Патрік Зюскінд. Історія пана Зоммера.  Переклад з німецької: Ірина Фрідріх. // журнал "Всесвіт". 1995. № 1. стор. 4—25.

Романи, новели, п'єси
- Патрік Зюскінд. Запахи. Переклад з німецької: Ірина Фрідріх. // журнал "Всесвіт". 1993. № 11—12

- (передрук) Патрік Зюскінд. Парфуми. Переклад з німецької: Ірина Фрідріх. Харків: Фоліо, 2003. 287 стор. (Література). ISBN 966-03-2120-1
- (передрук) Патрік Зюскінд. Парфуми: Історія одного вбивці. Переклад з німецької: Ірина Фрідріх. Харків: Фоліо, 2005. 287 стор. (Література). ISBN 966-03-2868-0
- (передрук) Патрік Зюскінд. Парфуми: Історія одного вбивці. Переклад з німецької: Ірина Фрідріх. Харків: Фоліо, 2006. 287 стор. (Література). ISBN 966-03-3602-0

- (передрук) Патрік Зюскінд. Парфуми: Історія одного вбивці. Переклад з німецької: Ірина Фрідріх. Харків: Фоліо, 2016. 287 стор. (Карта світу). ISBN 978-966-03-5297-1

- Патрік Зюскінд. Контрабас. Переклад з німецької: Ірина Фрідріх. // журнал "Всесвіт". 1996. № 12. стор. 63—150

- (передрук) Патрік Зюскінд. Контрабас. Переклад з німецької: Ірина Фрідріх. Харків: Фоліо, 2005. 128 стор. (Література). ISBN 966-03-2804-4

- Патрік Зюскінд. Голуб. Переклад з німецької:Ірина Андрієнко-Фрідріх. Харків: Фоліо, 2012. 159 стор. (Карта світу). ISBN 978-966-03-4805-9